# Saguache

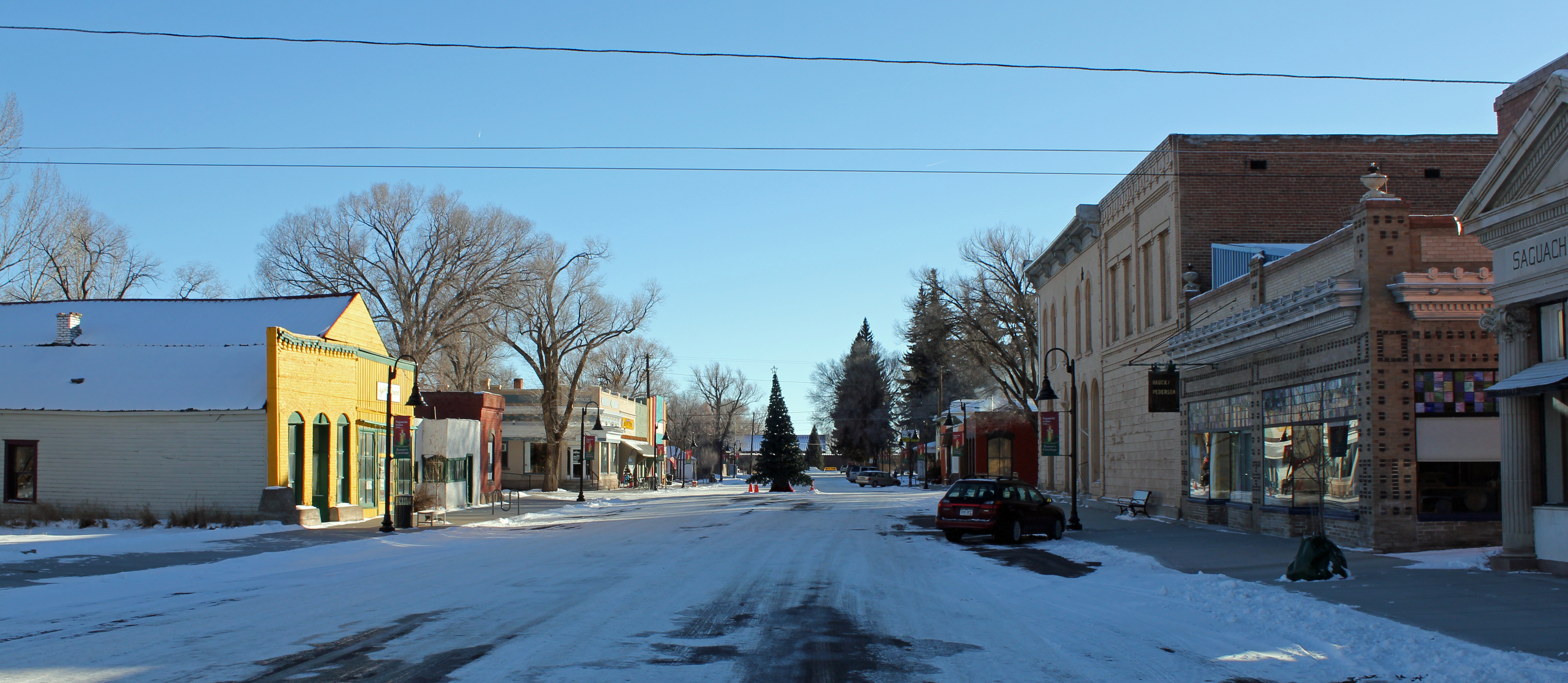
Saguache, 4th Street (2012)

Die historische Stadt Saguache (Aussprache: səˈwætʃ) liegt im gleichnamigen County Saguache County in Colorado und ist der County Seat des Countys. Bei der letzten Volkszählung (United States Census 2010) betrug die Einwohnerzahl von Saguache 485. Der verurteilte Kannibale Alferd Packer hat seine Haftstrafe im Saguache County Gefängnis verbüßt.

## Name
Der Name Saguache kommt aus dem Indianischen und bedeutet „blaue Erde“ oder „Wasser auf der blauen Erde“. Das Wort teilt seine Abstammung mit dem spanischen Wort Saguaro (Kaktus) und wird auch ähnlich ausgesprochen. Auf Spanisch wird die Stadt meist als Saguache buchstabiert, während man es auf Englisch meist als Sawatch buchstabiert.

## Geographie
Nach den Angaben des United States Census Bureau, hat die Stadt eine Fläche von 1,0 km² und verfügt über keinerlei nennenswerten Gewässerflächen.

## Demographie
Zum Zeitpunkt des United States Census 2000, wohnten 578 Menschen, 262 Haushalte, und 160 Familien in der Stadt. Die Bevölkerungsdichte betrug durchschnittlich 587,3 Einwohner pro km². Es gab 328 Wohneinheiten, durchschnittlich 333,3 pro km². Die Bevölkerungsgruppe bestand zu 79,93 % aus Weißen, zu 2,60 % aus Ureinwohnern Amerikas, zu 0,17 % aus Asiaten, zu 13,15 % aus anderen Rassen und zu 4,15 % aus zwei oder mehreren Rassen. 34,43 % der Bevölkerung erklärten, Hispanos oder Latinos jeglicher Art zu sein.
Es gab 262 Haushalte, von denen 26,0 % Kinder unter dem vollendeten 18. Lebensjahr sind, 45,4 % waren verheiratet und lebten zusammen, 12,2 % hatten einen weiblichen Haushaltsvorstand ohne Ehemann und 38,9 % bildeten keine Familien. 33,6 % aller Haushalte bestanden aus Einzelpersonen und in 17,2 % aller Haushalte lebte jemand im Alter von 65 oder älter. Die durchschnittliche Haushaltsgröße betrug 2,14 und die durchschnittliche Familiengröße 2,73 Personen.
Die Bevölkerung verteilte sich auf 23,0 % Minderjährige, 5,2 % 18–24-Jährige, 25,8 % 25–44-Jährige, 28,5 % 45–64-Jährige und 5,1 % im Alter von 65 Jahren oder mehr. Das Durchschnittsalter betrug 41 Jahre. Auf jeweils 100 Frauen entfielen 99,3 Männer. Bei den über 18-Jährigen entfielen auf 100 Frauen 91,0 Männer.
Das mittlere Haushaltseinkommen in Saguache betrug 21.544 US-Dollar und das mittlere Familieneinkommen erreichte die Höhe von 30.221 US-Dollar. Das Durchschnittseinkommen der Männer betrug 24.306 US-Dollar, gegenüber 17.917 US-Dollar bei den Frauen. Das Pro-Kopf-Einkommen belief sich auf 14.139 US-Dollar. 18,7 % der Bevölkerung und 13,7 % der Familien hatten ein Einkommen unterhalb der Armutsgrenze, davon waren 23,6 % der Minderjährigen und 16,5 % der Altersgruppe 65 Jahre und mehr betroffen.